# Bundesautobahn 72
Die Bundesautobahn 72 (Abkürzung: BAB 72) – Kurzform: Autobahn 72 (Abkürzung: A 72) –, auch Vogtlandautobahn genannt, verläuft von der A9 am Autobahndreieck Bayerisches Vogtland bei Hof zunächst als Europastraße 441 Richtung Osten bis zum Autobahnkreuz Chemnitz mit der A 4 und weiter Richtung Norden bis zur A 38 am Autobahnkreuz Leipzig-Süd.

## Geschichte
Die auch Vogtlandautobahn genannte Strecke wurde in den 1930er Jahren als Eckverbindung der Nord-Süd-Strecke Berlin–München und der Ost-West-Strecke Dresden–Bad Hersfeld begonnen, um Schlesien und Ostsachsen mit Bayern zu verbinden. Wegen der hohen Industrialisierung Südsachsens und der landschaftlichen Schönheit wurde die Strecke von Chemnitz nach Hof durch den Generalinspekteur für das deutsche Straßenwesen Fritz Todt als wichtig erachtet. Der erste Teilabschnitt zwischen den Anschlussstellen Pirk und Treuen wurde im Sommer 1934 zur Bauausführung freigegeben, im März 1935 der Abschnitt von Zwickau-West zum Autobahndreieck Chemnitz, im Herbst der von Treuen nach Zwickau-West und im März 1936 schließlich der letzte Abschnitt vom Autobahndreieck Bayerisches Vogtland zur Anschlussstelle Pirk. Die Topographie der parallel zum Erzgebirge verlaufenden Autobahn bedingte den Bau von sieben großen Talbrücken, von denen fünf in Stein als Gewölbereihenbrücken geplant wurden. Im östlichen Teil querte die Trasse vor allem landwirtschaftlich genutzte Gebiete und teilweise Städte mit dichter Bebauung. Der westliche Abschnitt wurde vor allem durch Wälder geführt, wobei an der Landesgrenze zwischen Sachsen und Bayern mit 576,40 Metern über NN der höchste Punkt erreicht wurde.
Im Sommer 1935 wurden die Arbeiten am 15,8 Kilometer langen Teilabschnitt von Pirk bis zur Triebtalbrücke begonnen. Während der Bauarbeiten kam am 5. September 1935 die Anweisung, das Planum der Autobahn für 24 Meter Kronenbreite auszuführen, bis dahin waren 15 Meter vorgesehen. Fertigzustellen war jedoch nur eine 7,5 Meter breite Richtungsfahrbahn, die einstreifig in beide Fahrtrichtungen zu befahren war. 1936 begannen die Bauarbeiten zwischen der Triebtalbrücke und Zwickau-West. Am 3. Juni 1938 wurde die Richtungsfahrbahn Hof zwischen den Anschlussstellen Pirk und Treuen in Betrieb genommen, am 4. Dezember die Verlängerung bis Zwickau-West.
Im Jahr 1937 begannen die Arbeiten am Abschnitt zwischen der Anschlussstelle Stollberg und dem Autobahndreieck Chemnitz, der am 15. August 1939 größtenteils einbahnig in Betrieb genommen wurde. Zwischen Chemnitz-Süd und dem Autobahndreieck wies das Teilstück schon beide Richtungsfahrbahnen auf.
Zwischen Juli 1938 und Januar 1939 begannen die Arbeiten zum Lückenschluss zwischen Zwickau-West und Stollberg mit den Talbrücken bei Culitzsch und Wilkau-Haßlau. Dabei kam zusätzlich ein kurzfristig erweiterter Querschnitt mit einem 2,25 Meter breiten Randstreifen zur Ausführung. Im April 1940 folgte die Inbetriebnahme zwischen Hartenstein und Stollberg, im Juli 1940 zwischen Zwickau-West und Hartenstein. Auch am westlichen Abschnitt zwischen dem Autobahndreieck Bayerisches Vogtland und Pirk mit den zwei Großbrücken über die Saale und die Weiße Elster liefen in dieser Zeit die Bautätigkeiten an.
Die vor dem Ende des Zweiten Weltkrieges letzte Verkehrsfreigabe erfolgte im September 1940 zwischen Heroldsgrün und Hof/Töpen. Bei der Einstellung der Bauarbeiten im Mai 1942 waren von den 107,5 Kilometern Autobahn 94 % in Betrieb, wovon 93 % nur einen einbahnigen Richtungsverkehr zuließen. Die Kosten betrugen bis dahin 7,0 Millionen Reichsmark. Es fehlten noch der 4,3 Kilometer lange Abschnitt zwischen Kleinzöbern und Pirk mit der Elstertalbrücke sowie das 1,9 Kilometer lange Teilstück zwischen dem Autobahndreieck Bayerisches Vogtland und Heroldsgrün. Ursprünglich sollte der erste Autobahnabschnitt bis zum „Abzweig Chemnitz“ in den 1940er Jahren fertiggestellt werden.
Wegen der Sprengung der Saalebrücke Rudolphstein der Autobahn München–Berlin 1945 wurde die heutige Autobahn A 72 zwischen 1945 und 1951 als Interzonenübergang genutzt, der Übergang 1951 aber stillgelegt und der Verkehr bis zum Wiederaufbau des Saaletalviaduktes 1966 über die Bundesstraße 2 – Grenzübergang Töpen-Juchhöh – geleitet. Das Autobahndreieck wurde erst am 24. Juni 1963 in der Fahrtrichtung Nürnberg–Chemnitz und am 1. Oktober 1966 in der Gegenrichtung fertiggestellt. In den 1960er Jahren wurde der Abschnitt von Chemnitz-Süd bis Zwickau-Ost auf zwei Richtungsfahrbahnen ausgebaut.
Von 1951 bis 1989 war die Autobahn zwischen Hof/Töpen und Pirk für den Verkehr gesperrt. Zumindest in den 1980er Jahren war innerhalb des Grenzsperrgebietes der Abschnitt zwischen der Behelfsausfahrt Großzöbern und der (beim späteren Ausbau nicht freigegebenen) Abfahrt Heinersgrün zweistreifig befahrbar, wurde aber lediglich von Grenztruppen und ortskundigen Anwohnern genutzt und war auch nicht als Autobahn gewidmet.
Das in Bayern gelegene Teilstück wurde vor der deutschen Wiedervereinigung als Bundesautobahn 722 (BAB 722) oder Autobahn 722 (A 722) bezeichnet.

### Fertigstellung und Ausbau

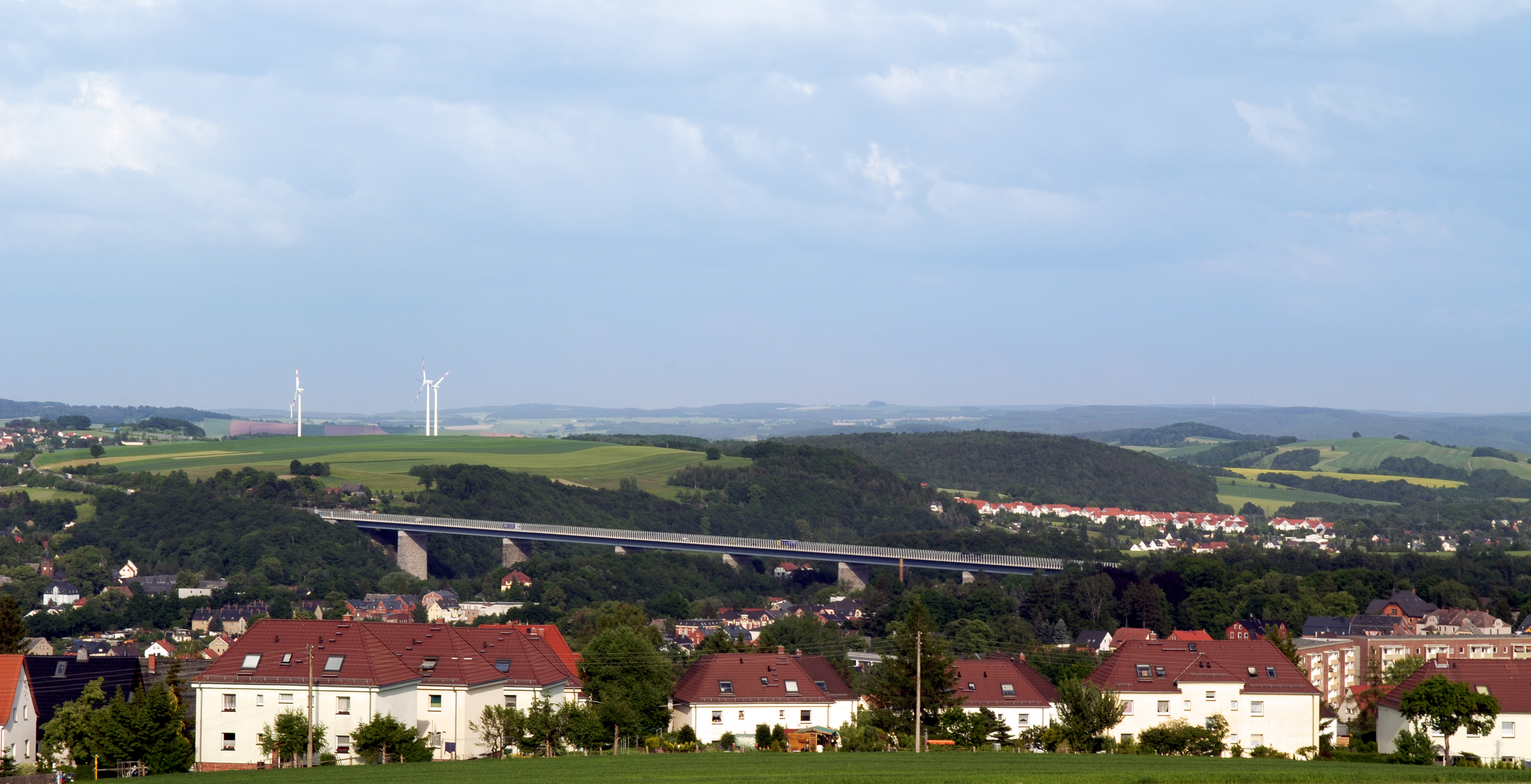
Muldenbrücke in Wilkau-Haßlau

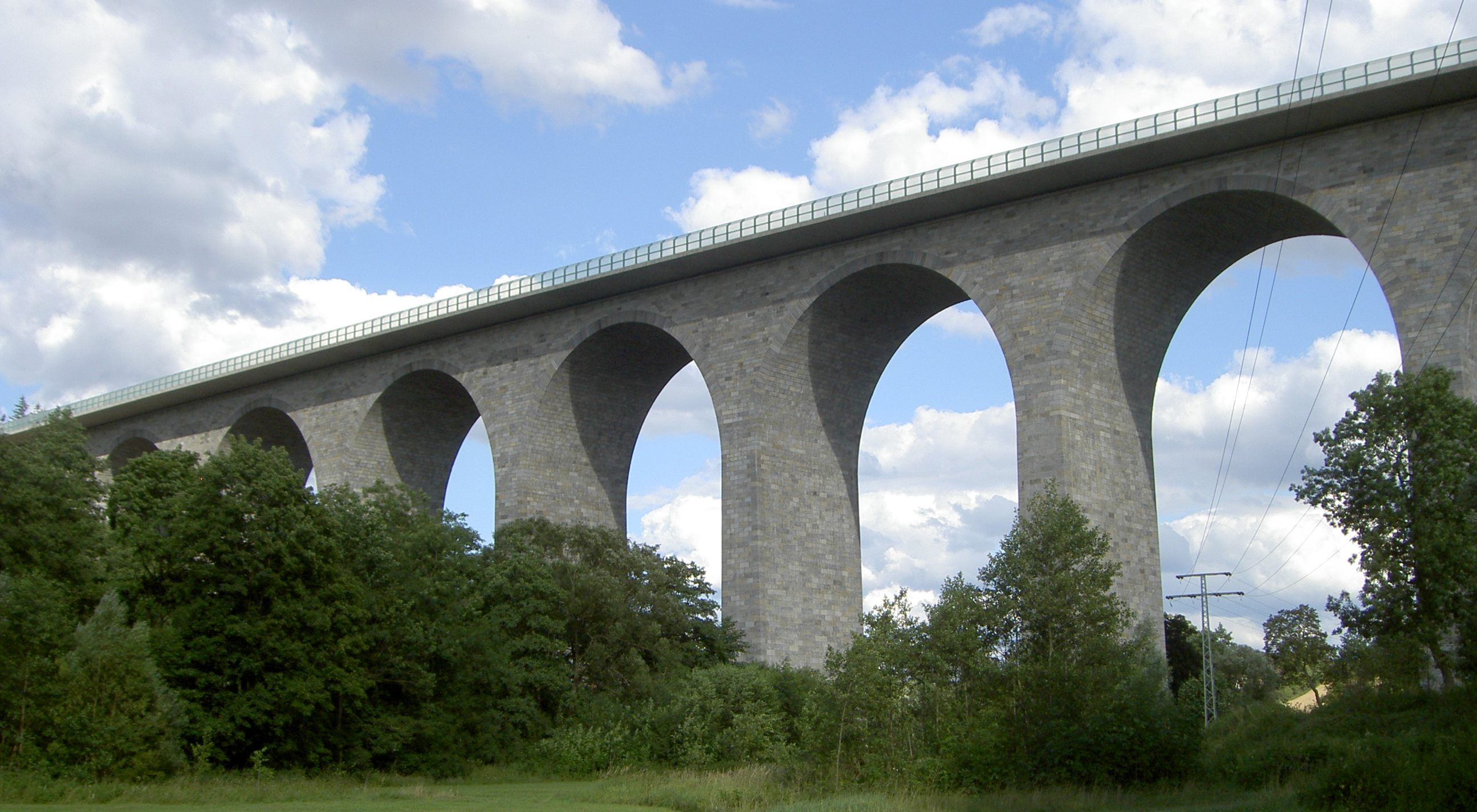
Elstertalbrücke bei Pirk

Von 1990 bis 1995 wurde die Autobahn zwischen dem Autobahndreieck Bayerisches Vogtland und Zwickau für rund eine Milliarde DM fertiggestellt beziehungsweise erneuert. Bis dahin galt die einstreifige Strecke als „Todespiste“, bei Unfällen kamen hier bis zur Fertigstellung 55 Menschen ums Leben. Zur Fertigstellung mussten unter anderem viele Unter- und Überführungen erneuert werden. Ende 1992 war der 4,4 Kilometer lange Abschnitt zwischen Plauen-Ost und Plauen-Süd auf vier Fahrstreifen ausgebaut. Nach der Fertigstellung der Nordseite der Elstertalbrücke wurde am 2. Oktober 1992 die 4,2 Kilometer lange Lücke zwischen der Anschlussstelle Pirk und dem Behelfsanschluss Kleinzöbern geschlossen und für den zweistreifigen Verkehr freigegeben. Außerdem wurde die zweite Richtungsfahrbahn auf den Abschnitten von Plauen-Süd nach Pirk und von Kleinzöbern zum Autobahndreieck Bayerisches Vogtland in Betrieb genommen. Die Bauarbeiten für die bei Pirk gelegene, 500 Meter lange und 60 Meter hohe Elstertalbrücke begannen 1937. Am 6. September 1993 war die Elstertalbrücke schließlich fertiggestellt und vierstreifig nutzbar. Im selben Jahr wurde im Abschnitt zwischen Wilkau-Haßlau und der Anschlussstelle Reichenbach die zweite Richtungsfahrbahn dem Verkehr übergeben, ein Jahr später folgte der Teil bis Plauen-Ost, so dass Ende des Jahres 1994 die zweite Fahrbahn durchgehend befahrbar war. Nach einer Grundinstandsetzung der ersten Fahrbahn standen ab Herbst 1995 auf der gesamten Strecke zwei Fahrstreifen je Richtung zur Verfügung. Dabei wurden unter anderem die Talbrücke Wilkau-Haßlau und die Talbrücke Culitzsch erneuert sowie die Steinbogenbrücken über das Saaletal, das Göltzschtal und die Talsperre Pöhl mit Spannbetonüberbauten versehen. Von 2002 bis 2008 folgte ein Ausbau des etwa 30 Kilometer langen Abschnittes ab dem Autobahnkreuz Chemnitz bis zur Anschlussstelle Zwickau-West. Dabei wurde die Strecke zwischen dem Autobahnkreuz und Chemnitz-Süd auf sechs Fahrstreifen und der Rest auf den vierstreifigen Regelquerschnitt mit 29,5 Metern Breite erweitert. Der neue Anschluss Chemnitz Rottluff/Rabenstein wurde am 14. Juli 2009 freigegeben.

## Verlängerung Richtung Leipzig

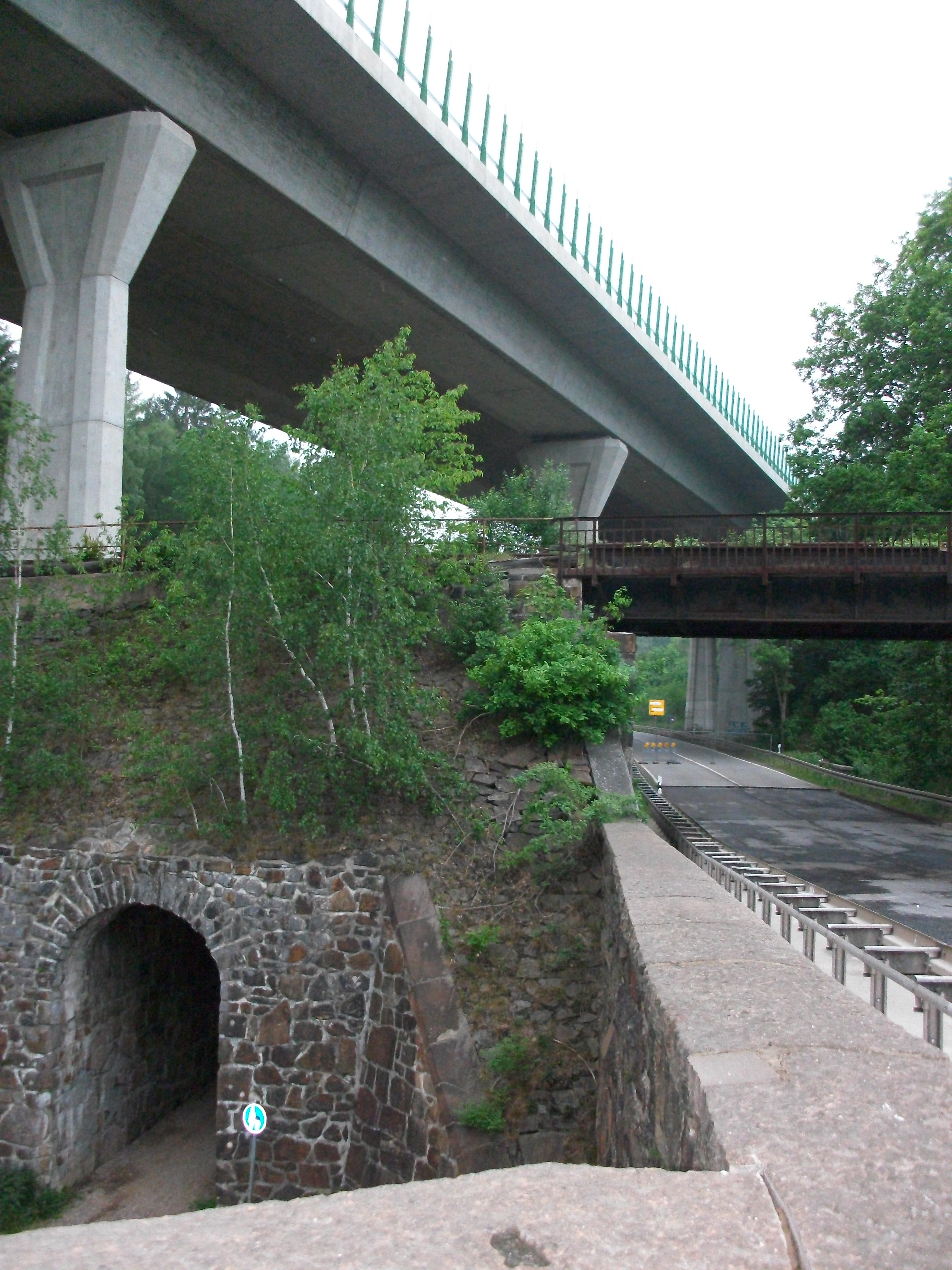
Brücken in drei Ebenen bei Penig (2016), BW 20 oben

Wegen der starken Frequentierung der Bundesstraße 95 zwischen Chemnitz und Leipzig wurde eine Autobahnverbindung zwischen den Städten in Verlängerung der Bundesautobahn 72 geplant. Die Gesamtkosten der 62 Kilometer langen Strecke sollen rund 470 Millionen Euro betragen. Hiervon werden für den 3. Bauabschnitt 76,5 Millionen Euro durch den Europäischen Fonds für regionale Entwicklung (EFRE) im Förderzeitraum 2007 bis 2013 kofinanziert.
Die Verlängerung der A 72 bis Leipzig verläuft über Röhrsdorf, Hartmannsdorf, Niederfrohna, Penig, Geithain und Borna bis südlich von Leipzig zum Anschluss an das Autobahnkreuz Leipzig-Süd mit der A 38. Der Baubeginn war am 21. November 2003, Lückenschluss am 15. Juli 2023. Der vollständige 4-streifige Ausbau auf dem letzten Teilstück bei Leipzig soll 2026 abgeschlossen sein.
Diese Verbindung war bereits unter der Bezeichnung „A 83“ durch den Freistaat Sachsen für den Bundesverkehrswegeplan 1992/Bedarfsplan Bundesfernstraßen beantragt worden.
Nach den ursprünglichen Planungen sollte der Abschnitt bis Borna zur Fußball-Weltmeisterschaft 2006 fertiggestellt sein. Allerdings war Ende 2006 nur die Strecke von Kreuz Chemnitz bis Niederfrohna für den Verkehr freigegeben. Außerdem sollte die Autobahn nördlich der A 38 weiter entlang der jetzigen B 2 zum künftigen Mittleren Ring in Leipzig führen.
Durch die Verlängerung hat sich der Verlauf von West nach Ost eher in einen Verlauf von Süd nach Nord verändert. Damit entspricht die Nummerierung mit einer geraden Ordnungszahl inzwischen nicht mehr der Regel für deutsche Autobahnen.

### Planungsabschnitt 1

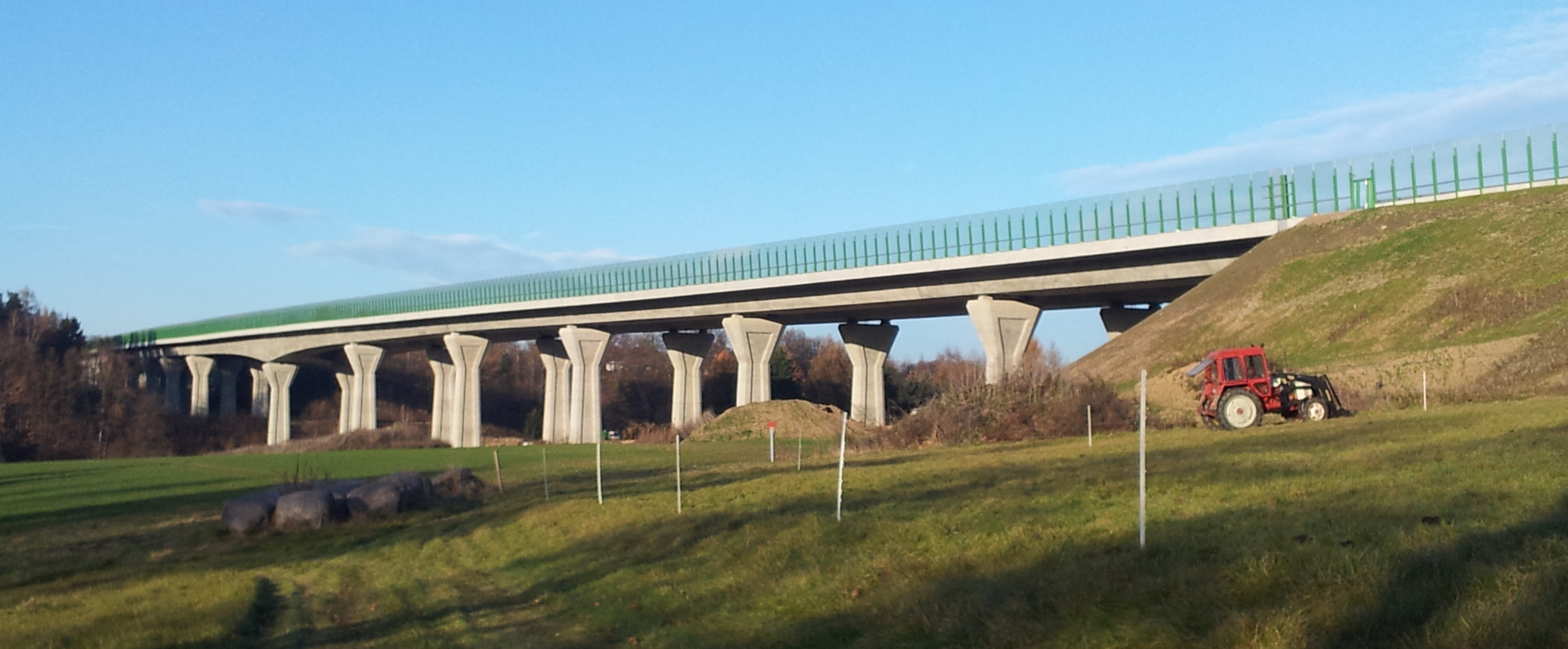
BW 20, Brücke über die Mulde

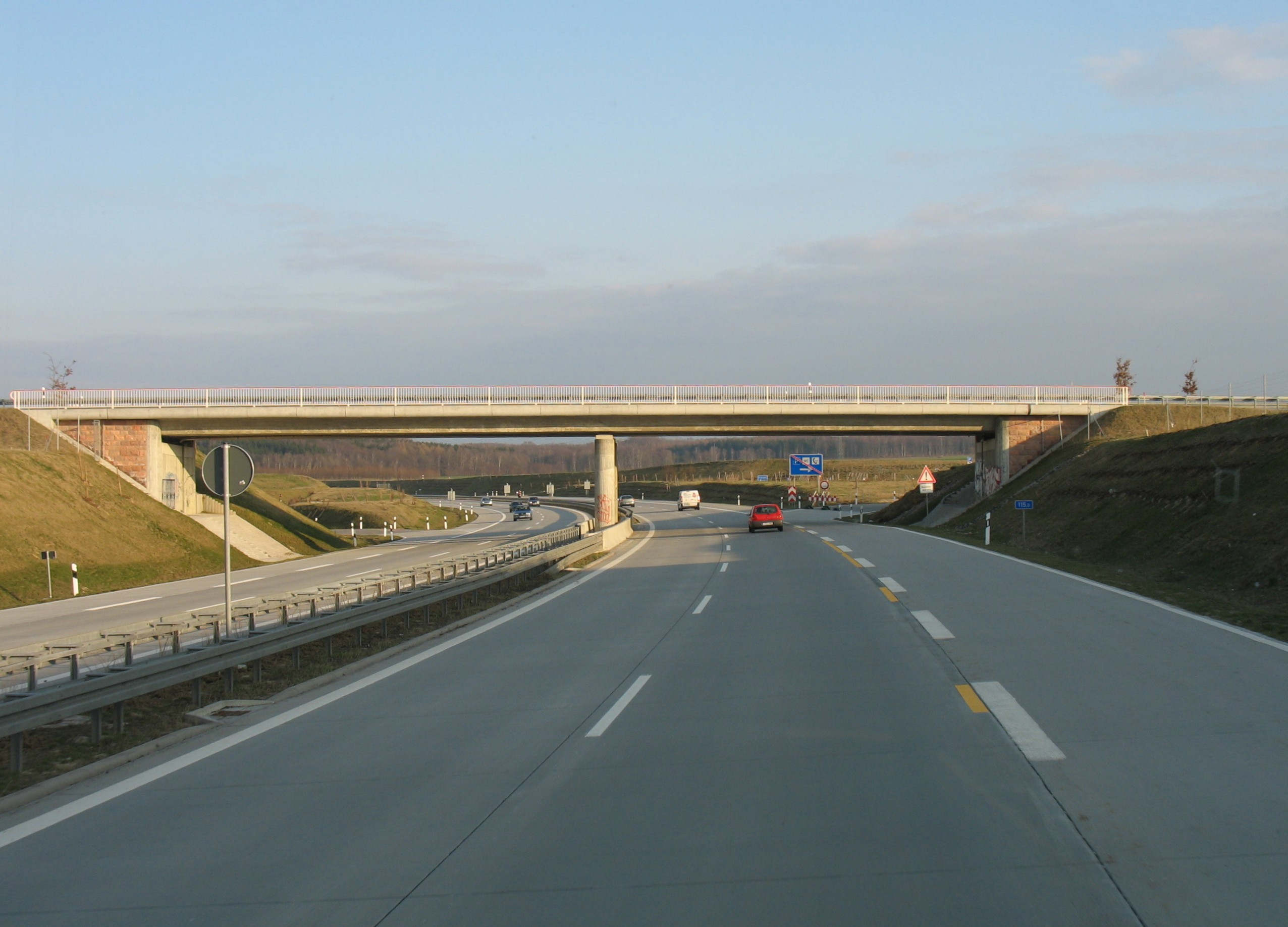
Bundesautobahn 72 nördlich von Chemnitz

Die Verlängerung von Chemnitz bis Leipzig ist in acht Abschnitte eingeteilt, die von Süden nach Norden aufsteigend nummeriert sind (1.1 bis 5.2) und auch in dieser Reihenfolge als Autobahn in Betrieb genommen wurden bzw. gebaut werden. Der Planungsabschnitt 1 reicht vom Autobahnkreuz Chemnitz bis zur Anschlussstelle Niederfrohna.
Am 21. November 2003 war Baubeginn für den Bauabschnitt 1.1. Das Bundesverwaltungsgericht in Leipzig wies am 23. Februar 2005 Klagen gegen den Ausbau des Autobahndreieck Chemnitz zum Autobahnkreuz ab. Am 29. März 2005 begann der Bau des Abschnittes 1.2. Im Chemnitzer Stadtteil Röhrsdorf wurde eine 301 m lange Brücke über das Pleißenbachtal gebaut. Mit dem Bau einer weiteren Brücke (195 m lang und 9,25 m hoch) auf der Flur zwischen Niederfrohna und Mühlau über den Mühlbachgrund wurde am 25. Juli 2005 begonnen. Sie überspannt mit einer Fläche von 6000 m² zwei geschützte Gebiete. Aus ökologischen Gesichtspunkten mussten die Standorte der Brückenpfeiler auf diesem Abschnitt optimiert werden, weswegen beispielsweise die Richtungsfahrbahnen einen größeren Abstand mit einem etwa 1,30 m breiten Lichtspalt aufweisen, wodurch die Besonnung der darunter gelegenen Biotopflächen verbessert wird.
Am 14. November 2006 folgte die Einweihung des ersten Abschnittes mit dem Teilstück vom Kreuz Chemnitz bis Hartmannsdorf, am 21. Dezember 2006 wurde der anschließende Abschnitt bis Niederfrohna eröffnet. Seit Mai 2006 war das künftige Autobahnkreuz A 72/A 38 fertiggestellt (heutige AS Leipzig-Süd der A 38).

### Planungsabschnitt 2

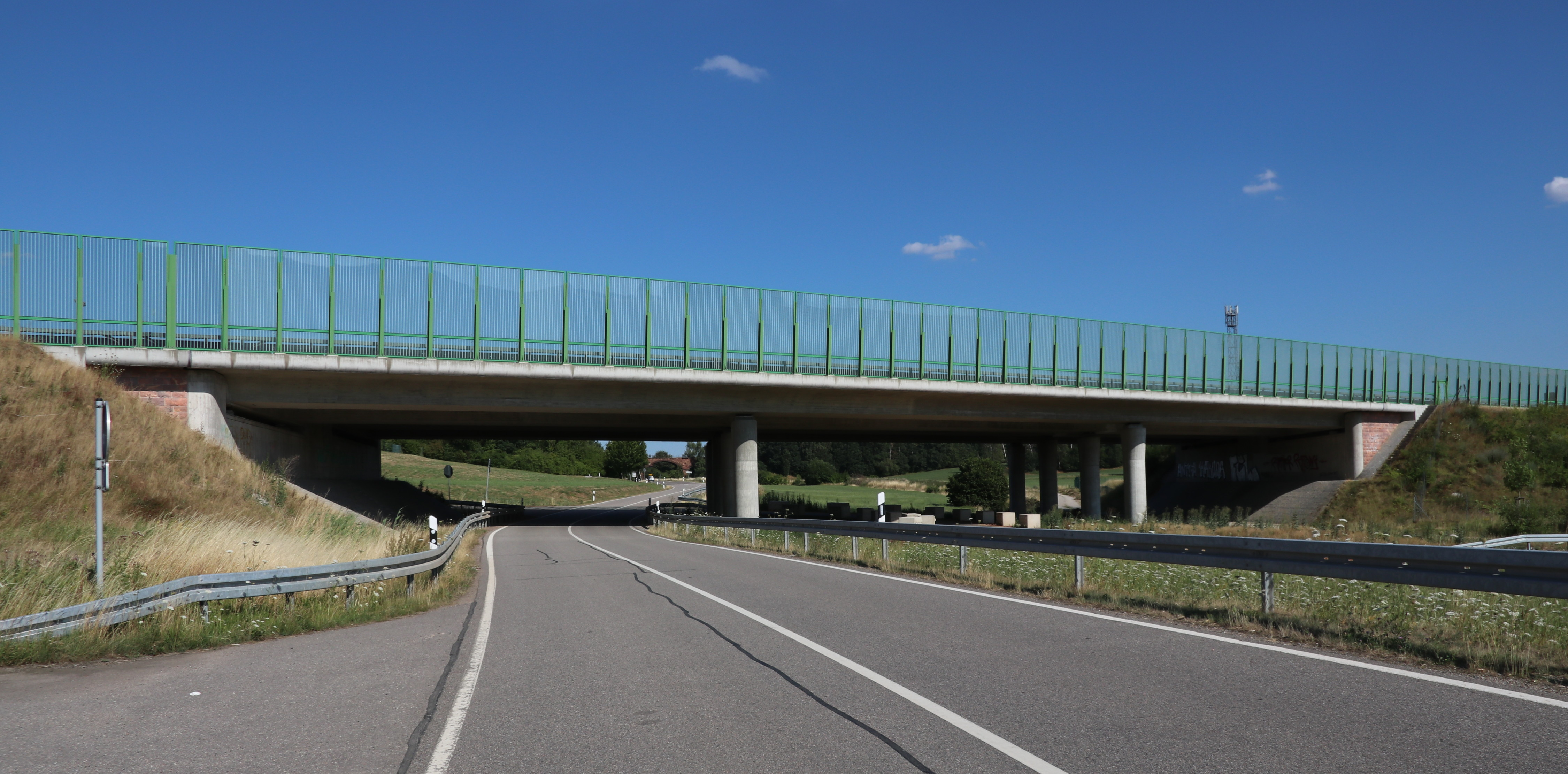
Brücke über die Ratte (BW 25) bei Rathendorf

Mit dem Beschluss des Regierungspräsidiums Chemnitz vom 16. Mai 2007 wurde der zweite Bauabschnitt planfestgestellt. Der Abschnitt beginnt am fertiggestellten Anschlusspunkt Niederfrohna und geht bis zur Anbindung an die B 175 (Anschlussstelle Rochlitz) zwischen Rathendorf und Obergräfenhain. Am 18. Dezember 2007 war offizieller Baubeginn. Bis zum Herbst 2011 wurden die beiden Großbrücken BW 20 über die Zwickauer Mulde und BW 18 über das Lochmühlental fertiggestellt. Die Freigabe folgte am 22. Dezember 2011.

### Planungsabschnitt 3

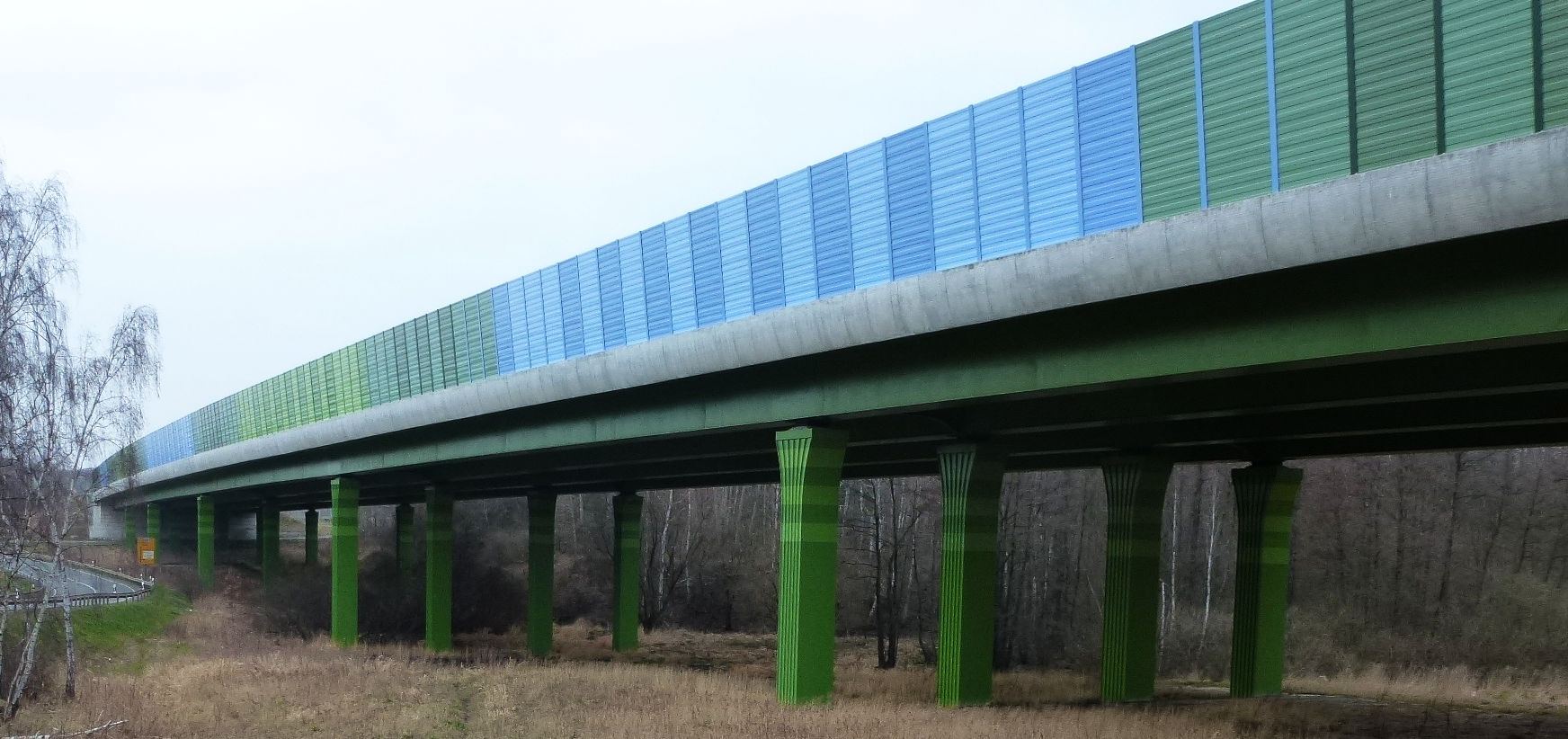
Brücke über den Zedtlitzer Grund

Der Planfeststellungsbeschluss für den Abschnitt 3.1 von Rathendorf nach Frohburg wurde am 20. Februar 2008 unterzeichnet. Der offizielle Baubeginn war am 5. Juni 2009. Der Abschnitt beginnt am Anschlusspunkt Rochlitz an der B 175 und endete provisorisch nördlich von Frohburg.
Mit Beschluss der Landesdirektion Leipzig vom 28. April 2009 wurde der Bauabschnitt 3.2 planfestgestellt. Er beginnt am provisorischen Ende des Abschnittes 3.1 nördlich von Frohburg und schließt an den fertiggestellten Bauabschnitt 4 an. Der offizielle Baubeginn war am 6. März 2010. Gemäß Urteil des Bundesverwaltungsgerichts in Leipzig vom 24. Februar 2010 musste eine ergänzende Planfeststellung für die Anschlussstelle Frohburg, die netzergänzende Maßnahme S 11 sowie dem Knotenpunkt B 95/S 11 erfolgen. Der Bau der Autobahn ohne die Anschlussstelle war aber möglich. Ende 2019 wurde die Durchführung des Planfeststellungsverfahrens beantragt.
Die Verkehrsfreigabe des Abschnitts 3 erfolgte am 9. August 2013. Die Kosten dieses 20,5 Kilometer langen Teilstücks zwischen Rochlitz und Borna-Süd beliefen sich auf 200 Millionen Euro.

### Planungsabschnitt 4
Im September 2006 wurde der Abschnitt Borna-Süd – Borna-Nord fertiggestellt, dieser war jedoch bis zum 9. August 2013 noch als Bundesstraße 95 gewidmet. Die Landesdirektion Leipzig erließ am 17. Januar 2012 den Planfeststellungsbeschluss für ergänzende Lärmschutzmaßnahmen, die zwischen September 2012 und Mai 2013 realisiert wurden.
Am 9. August 2013 wurde der Abschnitt zur Autobahn aufgestuft und zusammen mit dem Abschnitt 3 in Betrieb genommen.

### Planungsabschnitt 5
Die Planungen für die beiden Teilabschnitte 5.1 und 5.2 liefen von November 2004 bis Januar 2014.
- Abschnitt 5.1 (Borna – Rötha)
  - Der Abschnitt 5.1 beginnt in Borna-Nord, führt westlich an Eula und Gestewitz vorbei, verläuft im Bereich des ehemaligen Kraftwerkes Thierbach entlang der B 95 und schwenkt vor Espenhain in nordwestlicher Richtung ab. Er führt westlich an Espenhain vorbei bis zur B 95 östlich von Rötha. Die Planfeststellung begann am 18. Dezember 2009. Bei der Landesdirektion Leipzig gingen 89 Einwände gegen Trassenführung, Lärmschutz, Beeinträchtigung von Natur und Landschaft sowie Auswirkungen auf die touristische Entwicklung und die Inanspruchnahme von landwirtschaftlichen Flächen ein, die im Mai 2011 erörtert wurden. Am 26. Juni 2012 erteilte die Planfeststellungsbehörde die Genehmigung zum weiteren Ausbau des rund zehn Kilometer langen Abschnitts 5.1.[17] Seit dem 8. Januar 2013 liefen Rodungsarbeiten. Am 4. Juli 2013 erfolgte der offizielle Baubeginn, die Kosten belaufen sich auf 144 Millionen Euro.[18][19] Am 30. Juni 2018 wurde die Richtungsfahrbahn Leipzig des 1,7 Kilometer langen Abschnittes südlich der Anschlussstelle Borna-Nord (inklusive dieser) für den Verkehr freigegeben. Die zweite Richtungsfahrbahn wurde nach dem Rückbau der bisherigen provisorischen Abfahrt, die im davorliegenden Jahr das Autobahnende war, ergänzt.[20] Die Freigabe des Abschnitts in Fahrtrichtung Chemnitz fand am 2. August 2019 statt,[19][21] am 16. Oktober folgte die Freigabe in Fahrtrichtung Leipzig.[22]
- Abschnitt 5.2 (Rötha – A38)
  - Die Planfeststellung begann Anfang 2011. Nach öffentlicher Auslegung der Unterlagen und Erörterung erteilte am 4. Dezember 2013 die Planfeststellungsbehörde die Genehmigung zum Bau des 7,2 km langen Abschnitts.[23] Der Planfeststellungsbeschluss der Landesdirektion lag vom 13. bis 27. Januar 2014 in den entsprechenden Gemeinden aus.[24] Es gingen keine rechtlichen Einwände gegen den Planfeststellungsbeschluss ein, somit liegt seit dem 3. März 2014 Baurecht vor. Der Bau der Strecke soll mehr als 100 Millionen Euro kosten, woran sich Sachsen mit 45 Millionen Euro beteiligt; das Geld ist im Haushalt bis 2015 schon eingeplant. Beim Bundesministerium für Verkehr und digitale Infrastruktur ist die Einstellung in den Straßenbauplan beantragt. Nach dem Beschluss des Haushaltsgesetzes 2014 durch den Bund erfolgte am 30. Juli 2014 die Finanzierungszusage des Bundes.[25] Am 1. Dezember 2014 wurde mit Rodungsarbeiten, der Untersuchung auf Kampfmittel und archäologischen Grabungen begonnen.[26][27] Aufgrund schwieriger Bodenverhältnisse wurden 2017 verschiedene Verfahren zur Untergrundstabilisation getestet.[28] Der Abschnitt 5.2 schließt an den Abschnitt 5.1 an, führt nördlich von Rötha durch Waldgebiet und erreicht danach die Trasse der ehemaligen B 95 und verläuft auf deren verbreiterter Trasse zur neuen Anschlussstelle Zwenkau. Danach geht sie nördlich des Kreuzes Leipzig-Süd in die B 2 in Richtung Leipzig über. Der Baubeginn erfolgte inoffiziell am 9. November 2018 mit dem beginnenden Abriss einer Brücke an der künftigen Anschlussstelle Zwenkau[29], die ersten zwei Fahrstreifen wurden am 15. Juli 2023 freigegeben. Die Fertigstellung sämtlicher 4 Fahrstreifen wird für 2026 erwartet.[30]

### Abschnitt A 38–Leipzig
Der Abschnitt A 38–Leipzig sollte bis 2020 in Betrieb gehen. Das Autobahnamt Sachsen erstellte die technische Planung, welche Ende 2008 an das Bundesverkehrsministerium geleitet wurde. Dieses Teilstück wurde früher als Bundesautobahn 720 geplant und dann zu einem Teilstück der A 72 bestimmt. Die Fertigstellung dieses Abschnittes war im Bundesverkehrswegeplan 2003 enthalten. Am 11. Dezember 2012 sprach sich zunächst die Verwaltungsspitze und im Februar 2013 der Stadtrat der Stadt Leipzig gegen einen Ausbau der Bundesstraße 2 zu einer Autobahn aus. Daraufhin teilte der sächsische Verkehrsminister Sven Morlok mit, dass der Freistaat die Weiterführung des Abschnittes nicht mehr für den Bundesverkehrswegeplan 2030 anmelden wird. Stattdessen wurde angekündigt, dass der Freistaat dem Bund nun auch eine Ausbau-Variante der B 2 vorlegen wird, bei der die erneuerungsbedürftige Agra-Brücke durch einen Tunnel ersetzt wird. Mit dem Strukturstärkungsgesetz Kohleregionen vom 8. August 2020 wurde entschieden, die Bundesstraße 2 mit Neubau einer Tunnelquerung im Bereich des agra-Parks zu erneuern, was mit einer Finanzierungszusage und der Bereitstellung der Planungskapazitäten einhergeht. Die Fertigstellung wird für die 2030er Jahre erwartet.

## Trivia
Zum 1. Januar 2016 lagen die Zuständigkeiten für die A 72 wie folgt:
- Freistaat Bayern
  - im Bereich Autobahndreieck Bayerisches Vogtland mit der A 9 (33/1) und Autobahndreieck Hochfranken mit der A 93 (4/1) bei der Autobahnmeisterei Windischeschenbach/Rehau.

Seit 2021 liegt die Zuständigkeit bei der Autobahn GmbH des Bundes.